# Uíge
Uíge (do 1975. Carmona po portugalskom državniku Óscaru Carmoni, također poznat kao Uíje te Vila Marechal Carmona) grad je u Angoli i središte istoimene provincije. Nalazi se na sjeverozapadu zemlje, 280 km sjeveroistočno od Lusake i dvjestotinjak kilometara južno od granice s DR Kongom. Poznat je po epidemiji smrtonosnog Marburškog virusa iz 2005. godine.
Glavni je proizvod lokalnog stanovništva kava. Tri kilometra sjeverno od grada nalazi se zračna luka.
Prema procjeni iz 2010. godine, Uíge je imao 119.815 stanovnika.